# Mesonerilla intermedia
Mesonerilla intermedia é uma espécie de anelídeo pertencente à família Nerillidae.
A autoridade científica da espécie é Wilke, tendo sido descrita no ano de 1953.
Trata-se de uma espécie presente no território português, incluindo a sua zona económica exclusiva.